# Fraccionamiento Rinconada del Valle
Fraccionamiento Rinconada del Valle är en större småstad i kommunen Temoaya i delstaten Mexiko i Mexiko. Samhället hade 6 764 invånare vid folkräkningen 2020.